# Belgische kampioenschappen indoor atletiek 2015
In 2015 werden de Belgische kampioenschappen indoor atletiek Alle Categorieën gehouden op zaterdag 21 februari in Gent.

## Uitslagen

### 60 m
| rang   | atleet           | prestatie |
| ------ | ---------------- | --------- |
| Goud   | Chamberry Muaka  | 6,84 s    |
| Zilver | Yannick Meyer    | 6,85 s    |
| Brons  | Jean-Marie Louis | 6,85 s    |

| rang   | atlete          | prestatie |
| ------ | --------------- | --------- |
| Goud   | Eline Berings   | 7,41 s    |
| Zilver | Sarah Rutjens   | 7,53 s    |
| Brons  | Laetitia Libert | 7,54 s    |

### 200 m
| rang   | atleet          | prestatie |
| ------ | --------------- | --------- |
| Goud   | Antoine Gillet  | 21,14 s   |
| Zilver | Chamberry Muaka | 21,62 s   |
| Brons  | Arnaud Destatte | 21,85 s   |

| rang   | atlete           | prestatie |
| ------ | ---------------- | --------- |
| Goud   | Nenah De Coninck | 24,28 s   |
| Zilver | Justien Grillet  | 24,60 s   |
| Brons  | Orphée Depuydt   | 24,94 s   |

### 400 m
| rang   | atleet              | prestatie |
| ------ | ------------------- | --------- |
| Goud   | Dylan Borlée        | 47,13 s   |
| Zilver | Brahim Ammar Khodja | 48,97 s   |
| Brons  | Mohsinne Ennamir    | 48,97 s   |

| rang   | atlete                 | prestatie |
| ------ | ---------------------- | --------- |
| Goud   | Cynthia Bolingo Mbongo | 55,99 s   |
| Zilver | Isaura Rossaert        | 56,04 s   |
| Brons  | Katrijn Boone          | 56,11 s   |

### 800 m
| rang   | atleet                | prestatie |
| ------ | --------------------- | --------- |
| Goud   | Pierre-Antoine Balhan | 1.49,44   |
| Zilver | Arnaud Ghislain       | 1.50,04   |
| Brons  | Jan Van Den Broeck    | 1.52,74   |

| rang   | atlete             | prestatie |
| ------ | ------------------ | --------- |
| Goud   | Rani Nagels        | 2.14,96   |
| Zilver | Sofie Lauwers      | 2.17,16   |
| Brons  | Yentl Vandenberghe | 2.17,35   |

### 1500 m
| rang   | atleet             | prestatie |
| ------ | ------------------ | --------- |
| Goud   | Jérôme Kahia       | 4.02,38   |
| Zilver | Gieljan Baete      | 4.02,96   |
| Brons  | Benjamin Merveille | 4.04,91   |

| rang   | atlete        | prestatie |
| ------ | ------------- | --------- |
| Goud   | Jenna Wyns    | 4.32,78   |
| Zilver | Lore Tack     | 4.40,35   |
| Brons  | Elke Steffens | 4.51,08   |

### 3000 m
| rang   | atleet          | prestatie |
| ------ | --------------- | --------- |
| Goud   | Martin Delguste | 8.25,66   |
| Zilver | François Dupont | 8.37,80   |
| Brons  | Bjorn Willems   | 8.43,29   |

### 5000 m snelwandelen/3000 m snelwandelen
| rang   | atleet          | prestatie |
| ------ | --------------- | --------- |
| Goud   | Ludwig Renard   | 25.33,59  |
| Zilver | Dirk Bogaert    | 25.39,25  |
| Brons  | Vincent Cordier | 27.21,22  |

| rang   | atlete            | prestatie |
| ------ | ----------------- | --------- |
| Goud   | Myriam Nicolas    | 15.30,62  |
| Zilver | Annelies Sarrazin | 15.38,84  |
| Brons  | Liesbeth De Smet  | 17.00,41  |

### 60 m horden
| rang   | atleet             | prestatie |
| ------ | ------------------ | --------- |
| Goud   | Damien Broothaerts | 7,68 s    |
| Zilver | Quentin Ruffacq    | 7,85 s    |
| Brons  | Dario De Borger    | 7,90 s    |

| rang   | atlete                  | prestatie |
| ------ | ----------------------- | --------- |
| Goud   | Eline Berings           | 7,95 s    |
| Zilver | Anne Zagré              | 8,03 s    |
| Brons  | Siliane Vancauwenberghe | 8,52 s    |

### Verspringen
| rang   | atleet              | prestatie |
| ------ | ------------------- | --------- |
| Goud   | Cedric Nolf         | 7,91 m    |
| Zilver | Jeroen Vanmulder    | 7,78 m    |
| Brons  | Mathias Broothaerts | 7,63 m    |

| rang   | atlete              | prestatie |
| ------ | ------------------- | --------- |
| Goud   | Marjolein Lindemans | 6,25 m    |
| Zilver | Els De Wael         | 6,23 m    |
| Brons  | Kim Van Hertem      | 6,08 m    |

### Hink-stap-springen
| rang   | atleet            | prestatie |
| ------ | ----------------- | --------- |
| Goud   | Solomon Commey    | 15,35 m   |
| Zilver | Frederic Xhonneux | 14,83 m   |
| Brons  | Nicolas Thomas    | 14,38 m   |

| rang   | atlete           | prestatie |
| ------ | ---------------- | --------- |
| Goud   | Sietske Lenchant | 12,96 m   |
| Zilver | Saliyya Guisse   | 11,66 m   |
| Brons  | Maaike Garré     | 11,66 m   |

### Hoogspringen
| rang   | atleet          | prestatie |
| ------ | --------------- | --------- |
| Goud   | Bram Ghuys      | 2,07 m    |
| Zilver | Emile Verdonck  | 2,07 m    |
| Brons  | Bart Versmissen | 2,01 m    |

| rang   | atlete           | prestatie |
| ------ | ---------------- | --------- |
| Goud   | Nafissatou Thiam | 1,85 m    |
| Zilver | Hannelore Desmet | 1,83 m    |
| Brons  | Elodie Tshilumba | 1,81 m    |

### Polsstokhoogspringen
| rang   | atleet            | prestatie |
| ------ | ----------------- | --------- |
| Goud   | Ben Broeders      | 5,00 m    |
| Zilver | Jasper De Coninck | 4,90 m    |
| Brons  | Daan Elsen        | 4,80 m    |

| rang   | atlete         | prestatie |
| ------ | -------------- | --------- |
| Goud   | Chloé Henry    | 4,20 m    |
| Zilver | Fanny Smets    | 4,15 m    |
| Brons  | Margaux Quirin | 3,95 m    |

### Kogelstoten
| rang   | atleet            | prestatie |
| ------ | ----------------- | --------- |
| Goud   | Jurgen Verbrugghe | 17,78 m   |
| Zilver | Philip Milanov    | 17,60 m   |
| Brons  | Jarno Wagemans    | 16,38 m   |

| rang   | atlete             | prestatie |
| ------ | ------------------ | --------- |
| Goud   | Jolien Boumkwo     | 15,11 m   |
| Zilver | Annelies Peetroons | 15,00 m   |
| Brons  | Nafissatou Thiam   | 13,92 m   |

1985 ·
1986 ·
1987 ·
1988 ·
1989 ·
1990 ·
1991 ·
1992 ·
1993 .
1994 ·
1995 .
1996 ·
1997 ·
1998 .
1999 ·
2000 .
2001 · 
2002 · 
2003 · 
2004 · 
2005 · 
2006 · 
2007 · 
2008 · 
2009 · 
2010 · 
2011 · 
2012 · 
2013 · 
2014 ·
2015 ·
2016 ·
2017 ·
2018 ·
2019 ·
2020 ·
2021 ·
2022 ·
2023 ·
2024 ·
2025